# 胆茶碱
胆茶碱（INN：Choline theophyllinate），商品名Choledyl、Choledyl SA等，是一种从黄嘌呤衍生物类止咳藥，可作为支氣管擴張劑扩张肺部气道。从化学上看，胆茶碱是胆碱和茶碱的盐。它被归类为祛痰药。
胆茶碱的有机锡（IV）配合物，二丁基二胆茶碱锡（化学式：n-Bu2Sn(C12H20N5O3)2），对脆弱拟杆菌、腸道沙門氏菌、单核细胞增生李斯特菌、綠膿桿菌、大腸桿菌和霍亂弧菌均有抗菌作用。